# Палаццо Орландини дель Беккуто
Палаццо Орландини дель Беккуто (итал. Рalazzo Orlandini del Beccuto), ранее Палаццо Гонди ди Франча (итал. Palazzo Gondi di Francia) — историческое здание — палаццо (дворец) во Флоренции (Тоскана), Италия, расположенное в центре города по адресу на улице Виа де Пекори 6-8, на углу улицы Виа де Веккьетти. Памятник истории и архитектуры. Главным управлением древностей и изящных искусств, как монументальное здание, являющееся частью национального художественного наследия.

## История
Предполагается, что дворец был построен на территории, уже занятой различными старинными домами, в том числе семей Камбини (1458), Карнесекки (1489), Гонди (1496), Кьяруччи, Строцци. Новое здание появилось в результате приобретения ранее существовавших построек в 1672 году Орландини дель Беккуто. Проект перестройки составил около 1679 г. архитектор Антонио Мария Ферри.
Внутренний двор приписывают творению Иньяцио Дель Россо. Сад, существовавший на противоположной стороне Виа де Пекори и заложенный в 1803 году по проекту архитектора Луиджи Беттарини, в 1830 году был уменьшен в связи с расширением дороги, а затем и полностью ликвидирован в конце XIX века. Там располагалась знаменитая пивоварня «Корнелио»: ныне на этом месте стоят дворцы Пола и Тодескан, а также здание 1896 года.
В 1831 году архитектор Луиджи де Камбре Диньи провел дальнейшие работы во дворце, за которыми последовала реорганизация комплекса по проекту архитектора Джованни Маннайони. До 1840 года во дворце проживал принц Жером Бонапарт, бывший король Вестфалии. Во дворце во время одного из приёмов познакомились и позднее поженились русский князь Анатоль Демидов и дочь Бонапарта Матильда де Монфор.
В период с 1867 по 1871 год, когда Флоренция была столицей объединённой Италии, здесь проживал британский посол сэр Огастес Пэджет (сменивший министра сэра Генри Джорджа Эллиота) со своей женой, английской писательницей и филантропом леди Вальбургой Эренгард Хеленой Пэджет.
В последней четверти XIX века здание подверглось перестройке по проекту инженера Чезаре Фортини. В 1913 году здание было приобретено компанией «Monte dei Paschi di Siena», и в течение XX века оно претерпело различные вмешательства, главным образом по реставрации фасадов и частичной перепланировке внутренних помещений.

## Архитектура
Несмотря на многие перестройки ныне Палаццо Орландини выглядит типичным флорентийским ренессансным палаццо: с рустовкой первого этажа, также рустованными наличниками окон с решётками и мощным венчающим карнизом. Со стороны Виа де Веккьетти на первом этаже расположена большая терраса. На крыше: лоджия-бельведер.
В вестибюле находится неоклассическая статуя: «Италия, указывающая молодому художнику путь к славе». Из вестибюля открывается вход в кортиле (двор) с лоджиями и трёхчастными проёмами-серлианами, а с четвёртой стороны — стеной, где напротив входа находится фонтан с порталом XVI века, внутри которого в XX веке была установлена львиная голова.
На первом этаже выделяется комната, расписанная  (орнамент)| гротесками работы Бернардино Поччетти. Отсюда начинается лестница, украшенная фресками Пьетро Дандини и современной лепниной. Помещения второго, главного этажа (piano nobile) было украшено в два этапа: один в 1693—1698 годах такими художниками, как Антон Доменико Габбиани, Алессандро Герардини (двухсветный бальный зал) и самим Пьером Дандини, и один в девятнадцатом веке, в неоклассическом стиле, относящийся ко времени пребывания Жерома Бонапарта, с настенными росписями Луиджи Адемолло и Козимо Меритони на темы славы флорентийского искусства, с изображениями Брунеллески, Леонардо, Микеланджело и Андреа дель Сарто.

## Галерея
- Мадонна с Младенцем. Табернакль фасада по Виа деи Пекори в «стиле сиенской готики». 1956
- Верхняя лоджия
- Кортиле (двор) с лоджиями-серлианами
- Фонтан
- Вестибюль. Статуя Италии
- Зал гротесков. Роспись плафона. Б. Поччетти
- Бальный зал. Роспись плафона А. Герардини